# Stora Skedvi församling
Stora Skedvi församling var en församling i Västerås stift och i Säters kommun. Församlingen uppgick 2010 i Säterbygdens församling.

## Administrativ historik
Församlingen har medeltida ursprung under namnet Skedvi församling, namnändring till det nuvarande skedde i mitten av 1700-talet. Församlingen utgjorde till 2010 ett eget pastorat. Församlingen uppgick 2010 i Säterbygdens församling.

## Kyrkor
- Stora Skedvi kyrka